# Phaenicophaeus
Phaenicophaeus är ett släkte med fåglar i familjen gökar inom ordningen gökfåglar. Släktet omfattar sju arter som förekommer från Indien till Filippinerna och Bali:
- Rödbröstad malkoha (P. curvirostris)
- Mentawaimalkoha (P. oeneicaudus)
- Rostbukig malkoha (P. sumatranus)
- Rödmaskad malkoha (P. pyrrhocephalus)
- Blåmaskad malkoha (P. viridirostris)
- Sotbukig malkoha (P. diardi)
- Större malkoha (P. tristis)

Tidigare inkluderades även släktena Rhinortha, Taccocua, Zanclostomus, Rhamphococcyx och Dasylophus i Phaenicophaeus. Studier visar dock att dessa inte är varandras närmaste släktingar.